# Пльзень-південь (округ)
Пльзень-південь (чеськ. Okres Plzeň-jih) — адміністративно-територіальна одиниця в Пльзенському краї Чеської Республіки. Адміністративний центр — місто Пльзень. Площа округу — 996,55 кв. км., населення становить 62 262 особи.
До округу входить 99 муніципалітетів, з котрих 8 — міста.

### Зміни з 1 січня 2021 року
1 січня 2021 року місто Голішов та вісім інших муніципалітетів на його околицях були включені до складу округа Пльзень-південь (Буковець, Чечовіце, Черновіце)  Горні Каменіце, Квічовіце, Неймерж, Штіхов, Вшекари), перейшовши від Домажлицького округу (однак вони залишилися в Окружному суді в Домажліце).